# Даутфеталь
Даутфеталь (нем. Dautphetal) — община в Германии, в земле Гессен. Подчинён административному округу Гиссен. Входит в состав района Марбург-Биденкопф. Население составляет 11 706 человек (на 31 декабря 2010 года). Занимает площадь 72,03 км².
Город подразделяется на 12 городских районов.

## Фотографии

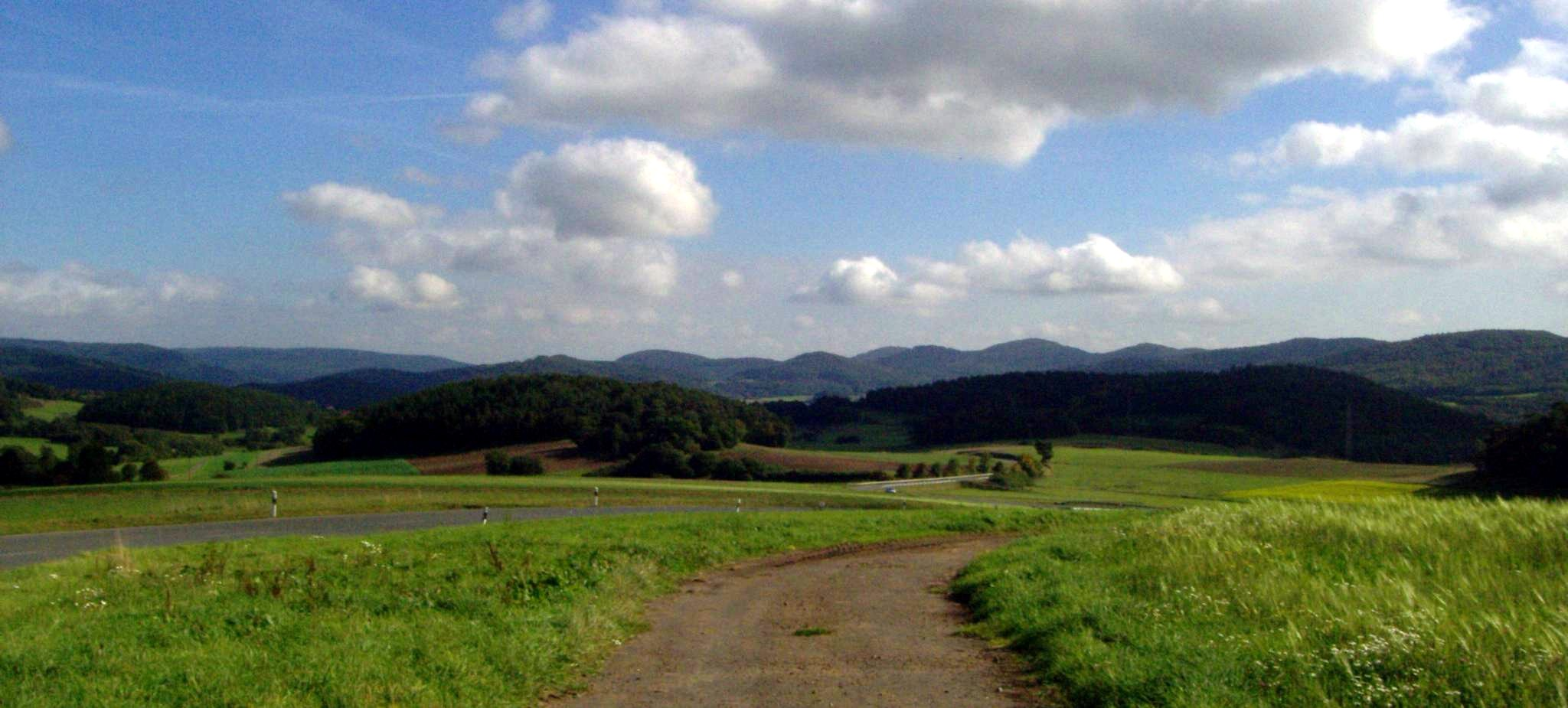
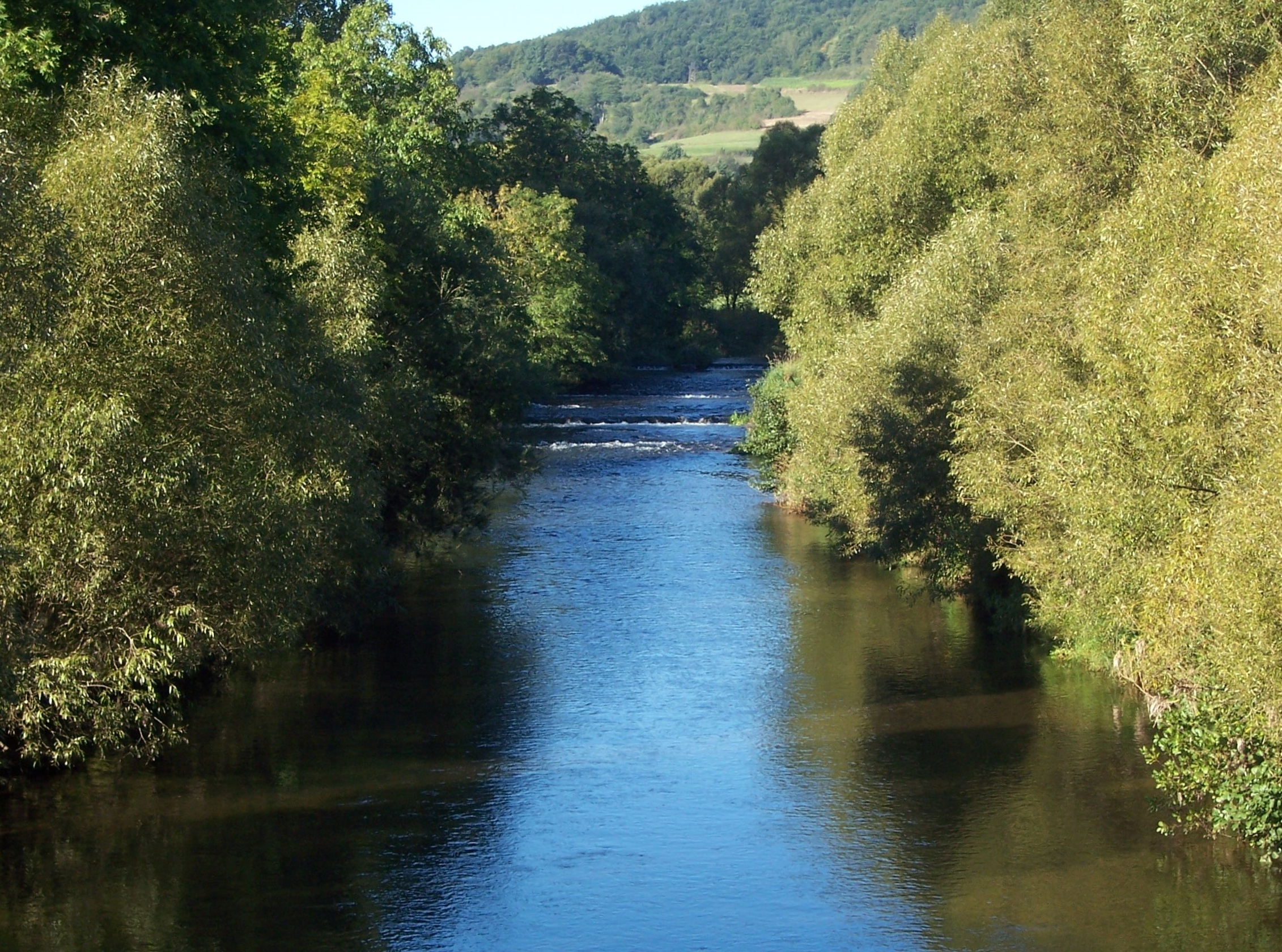
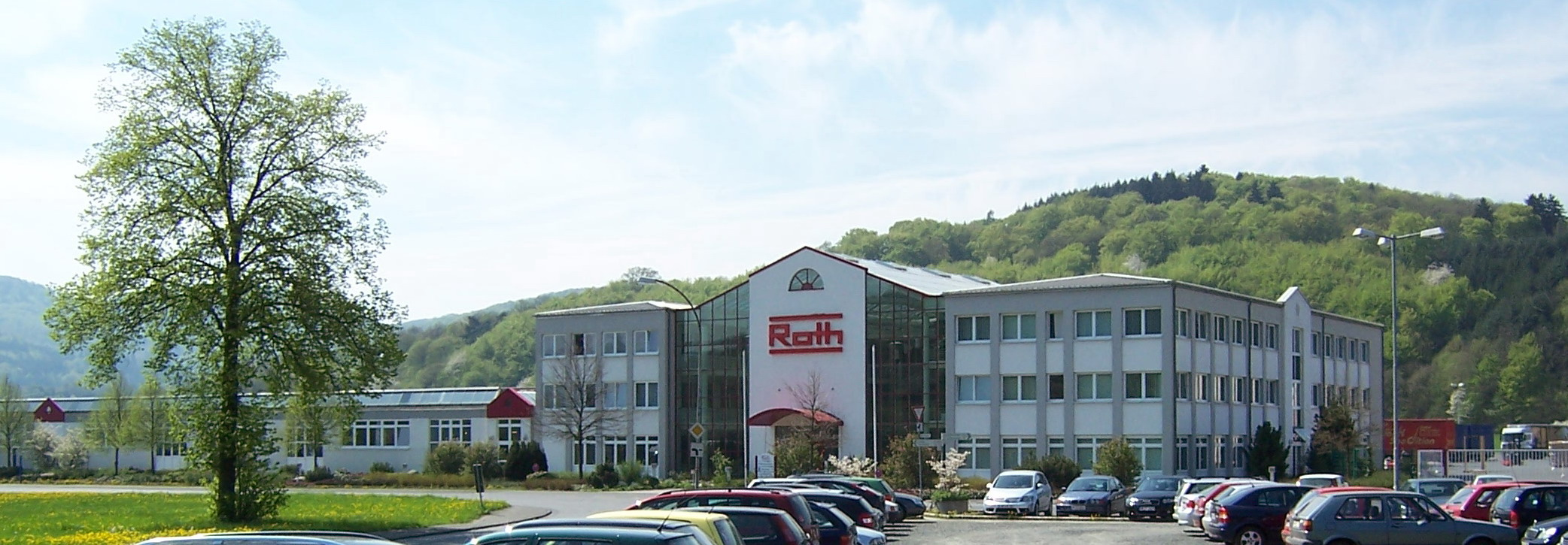
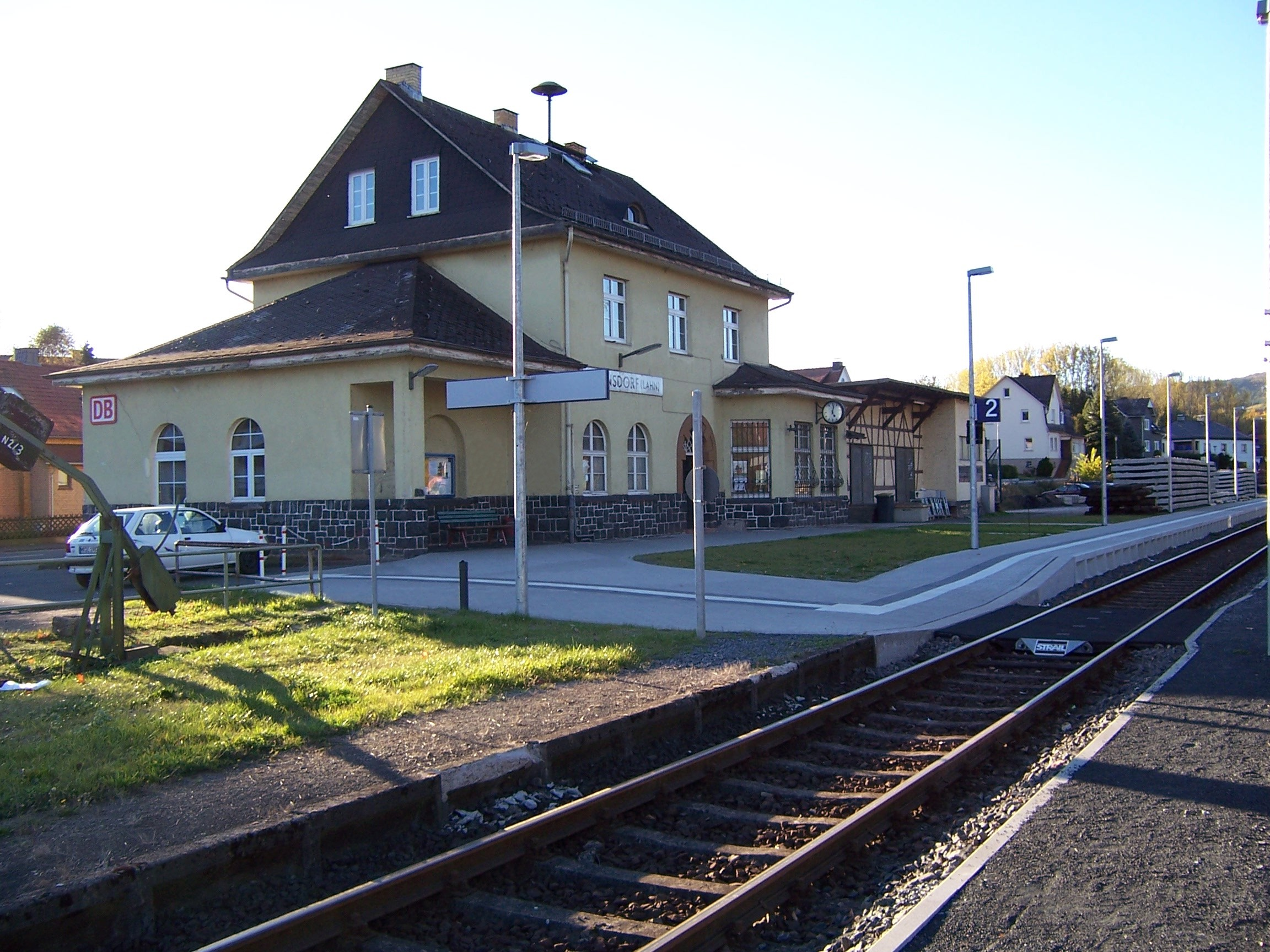
Вокзал Фриденсдорфа
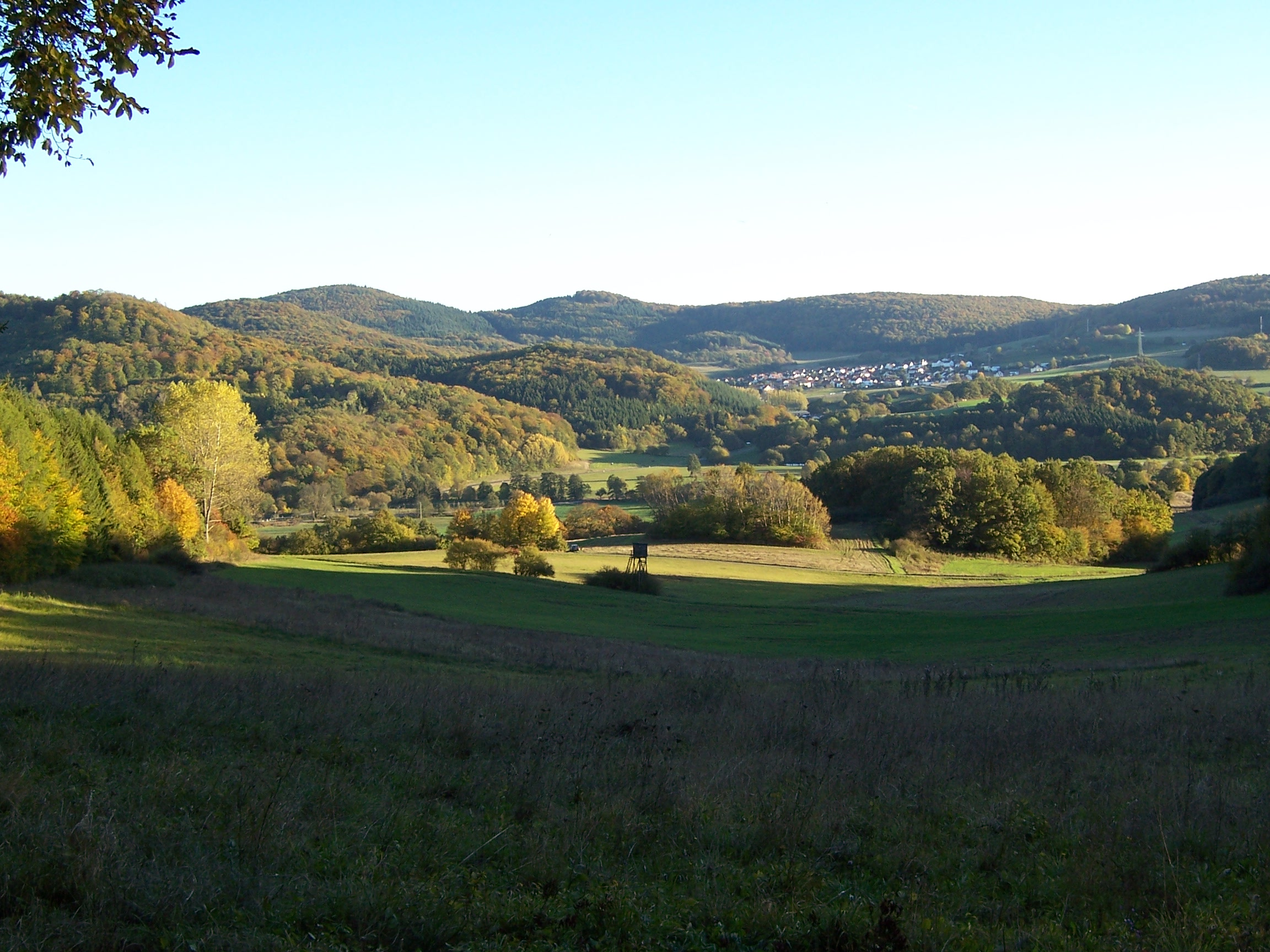
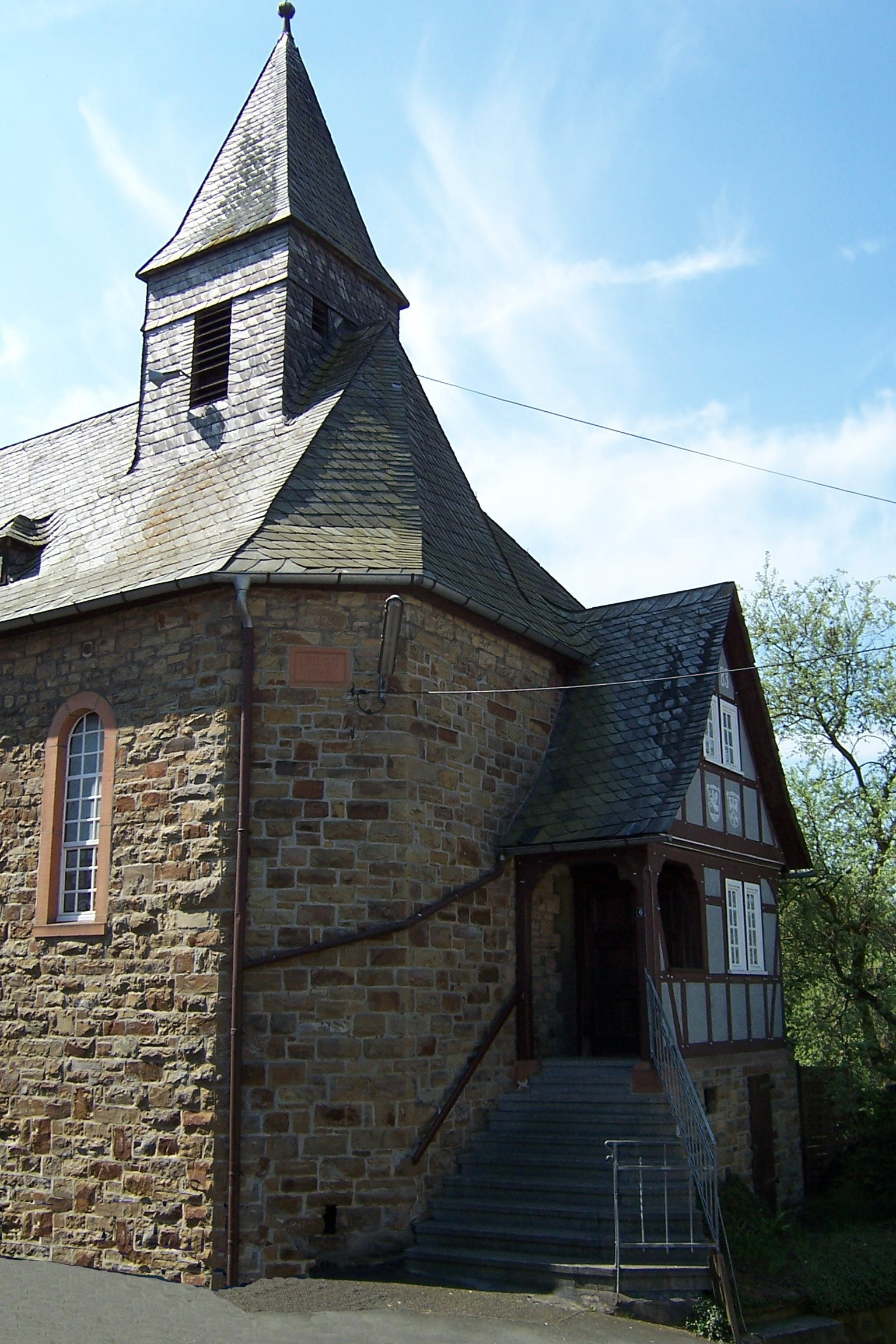
Старая церковь во Фриденсдорфе
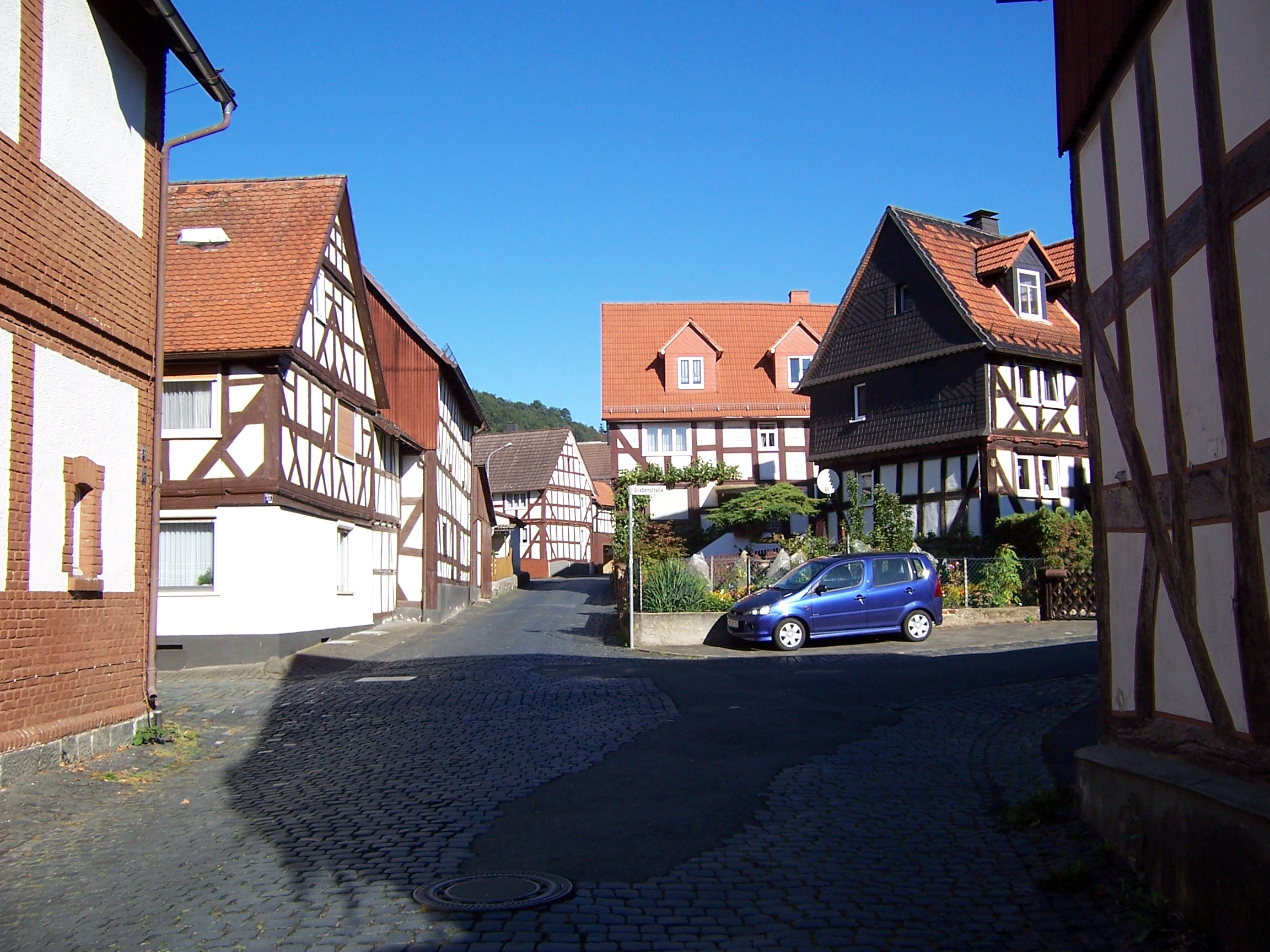